# 昆河水电站
昆河水电站，是位于缅甸勃固省彪关镇区的一座水电站。该水电于2012年7月8日正式竣工，坐落于距仰光东北220公里处的昆河水系上。总发电量为60MW，包括3台20MW立式混流发电机组，8公里230kv电压等级的送变电线路。中国机械工业集团负责水电站机电设备及金属结构总承包建设工作。